# Franz Joseph Emil Fischer
Franz Joseph Emil Fischer (Friburg de Brisgòvia, 19 de març del 1877 − Múnic, 1 de desembre del 1947) va ser un químic alemany i pare d'Artur Fischer i Siegfried Fischer. Hans Tropsch i ell van descobrir el procés Fischer-Tropsch. Amb Hans Schrader va desenvolupar l'assaig de Fischer, un assaig de laboratori normalitzat per a la determinació del rendiment d'oli d'esquist bituminós que s'espera d'una extracció de petroli d'esquist convencional. També va treballar amb Wilhelm Ostwald i Hermann Emil Fischer. El 1913 es va convertir en director de l'Institut Kaiser Wilhelm de la investigació del carbó a Mülheim.

## Biografia i treball
Fischer va estudiar a Elbs a la ciutat alemanya de Gießen. Després d'una carrera acadèmica variada en la qual va treballar amb persones com Wilhelm Ostwald, va ser nomenat director de l'Institut Kaiser Wilhelm per a la investigació sobre el carbó l'any 1913. Juntament amb Hans Tropsch va descobrir l'anomenat Procés Fischer-Tropsch (FT) el qual produeix hidrocarburs líquids lleugers (benzina, querosè, gasoil i lubricants) a partir d'òxid de carboni. Per fer aquest procés va fer investigacions sobre la fabricació de carburants sintètics (CO i H₂). Fruit d'aquests treballs, va obtenir un mètode d'obtenció de gasolina lleugera a partir d'òxid de carboni.
Aquest procés va ser dut per primera vegada per Ruhrchemie AG a 1934 i industrialitzat el 1936. Va experimentar gran auge en l'Alemanya nazi perquè l'esclat de la Segona Guerra Mundial va tornar difícil l'accés a fonts exteriors de petroli mentre que el país produïa molt carbó, convertible en gas de síntesi mitjançant el procés de gasificació. El procés FT tenia un seriós competidor a la liqüefacció directa del carbó, impulsada per IG Farben, que es va desenvolupar encara més de pressa.
A principis dels anys 1940 hi havia nou plantes operatives a Alemanya, amb una producció anual de 600.000 tones. Japó va fer un gran esforç per produir carburants a partir del carbó. La via principal triada per Japó va ser la carbonització a baixa temperatura, procés poc eficient però simple. El 1944 Japó va produir 114.000 tones de combustible a partir del carbó, però només 18.000 d'elles van provenir de les plantes FT.
Entre 1944 i 1945 les plantes alemanyes i japoneses van ser molt danyades pels bombardeigs aliats i la majoria van ser desmantellades després de la guerra. Els científics alemanys que havien treballat en el procés FT van ser capturats pels americans i set d'ells enviats a treballar als Estats Units en el marc de l'Operació Paperclip. El programa estatunidenc sobre la síntesi FT anar al seu torn abandonat el 1953.
A partir dels anys 1950 la tecnologia FT va renéixer a la Sud-àfrica de l'apartheid que, per fer front a un embargament internacional de petroli, va recórrer als seus grans reserves de carbó. L'empresa South African Synthetic Oil Ltd (Sasol) va ser fundada amb l'objectiu de produir hidrocarburs líquids a partir del carbó. Sasol va desenvolupar els seus propis processos i va construir un gran complex FT en Sasolburg (Sasol 1) el 1955. Donat l'èxit d'aquesta planta, a principis de 1980 altres dues plantes (Sasol 2 i Sasol 3) van ser inaugurades el Secundària.
En anys recents va renéixer l'interès per aquesta tecnologia, amb plantes en producció a Malàisia i Sud-àfrica. La de Malàisia es basava en el seu propi procés, en el qual el gas de síntesi no prové de carbó sinó del reformat de gas natural el que es parla de Gas-to-Liquids, per distingir-lo del Coal-to-Liquids practicat a Alemanya i Sud-àfrica. En general els anys 1990 van ser una era de petroli barat que va frenar la majoria dels desenvolupaments en fonts alternatives al petroli, entre ells la síntesi FT. En augmentar el preu del petroli, l'interès va renéixer una vegada més i nombroses empreses van anunciar nous desenvolupaments o projectes industrials. El més avançat va ser el projecte Gas-to-Liquids "Oryx" a Qatar, basat en la tecnologia FT de Sasol, l'arrencada es va donar per a l'estiu de 2006.

## Procés Fischer - Tropsch

### Reaccions
Les reacciones principals són:
nCO + (2n+1)H₂ ↔ CnH2n+2 + nH₂O (producció de parafina)
nCO + (2n)H₂ ↔ CnH2n + nH₂O (producció d'olefina)
Es tracta en els dos casos de reaccions molt exotèrmiques, és a dir, que alliberen una gran quantitat de calor.
Reaccions secundàries, indesitjables:
CO + 3H₂ ↔ CH₄ + H₂O (producció de metà)
n CO + (2n)H₂ ↔ CnH2n+1OH + (n-1)H₂O (producció d'alcohols)
2CO ↔ C(s) + CO₂ (deposició de carboni sòlid)
La reacció es realitza sobre catalitzadors de cobalt o ferro. Per un bon rendiment si requereix alta pressió (aproximadament 20 - 30 bars) i a una temperatura alta (200-350 °C).

### Cinètica
Les reaccions principals de Fischer-Tropsch són en realitat reaccions de polimerització, consistents en cinc passos bàsics:
1. Adsorció de CO sobre la superfície del catalitzador
2. Iniciació de la polimerització mitjançant formació de radical metil (per dissociació del CO i hidrogenació)
3. Polimerització per condensació (addició de CO i H₂ i alliberament d'aigua)
4. Finalització
5. Desorció del producte

La velocitat de reacció està limitada per la cinètica i en particular pel pas de polimerització per condensació.
La distribució de pesos moleculars en el producte pot ser predit aproximadament pel model d'Anderson-Schulz-Flory:
Wn = n(1-a)²a(n-1)
on Wn és la fracció en pes de producte amb n àtoms de carboni i a és la probabilitat de creixement de cadena, funció de les condicions de reacció (catalitzador, temperatura, pressió i composició del gas).

### Productes
El producte obtingut a la sortida d'un reactor de Fischer-Tropsch consisteix en una barreja d'hidrocarburs amb una distribució molt àmplia de pesos moleculars, que van des dels gasos fins a les ceres passant per la gasolina, el querosè i el gasoil. La naturalesa i proporció dels productes depèn del tipus de reactor i de catalitzador. En general els processos que operen a alta temperatura produeixen una majoria de gasolines olefíniques mentre que els de baixa temperatura donen sobretot gasoils parafínics.
Sempre és necessària una etapa ulterior de hidrotractament perquè els productes arribin a la qualitat exigida pel mercat.

### Reactors
Al llarg de la història s'han utilitzat quatre tipus principals de reactors industrials per desenvolupar les reaccions FT:
- Reactor tubular en llit fix. Sasol denomina Arge al seu reactor d'aquest tipus i ho opera a 220-260 °C i 20-30 bar.
- Reactor de llit circulant (anomenat Synthol per Sasol), operat a 350 °C i 25 bar. Produeix sobretot gasolina olefínica.
- Reactor de llit fluïditzat (Sasol Advanced Synthol), similar en operació al Synthol, però de menor mida per a la mateixa capacitat de producció.
- Reactor "slurry", en el qual el catalitzador es troba en suspensió en un líquid (sovint ceres produïdes per la mateixa reacció) en el qual es bombolleja el gas de síntesi. Normalment aquests reactors treballen a baixa temperatura per produir un màxim de productes d'alt pes molecular.

## Premis
- Wilhelm Exner Medal (1936)